# Jerónimo Carrión
Jerónimo Carrión y Palacio (Cariamanga, 5 de maio de 1804 – Quito, 27 de março de 1873) foi um político equatoriano. Sob filiação do Partido Conservador do Equador, ocupou o cargo de presidente de seu país entre 7 de setembro de 1865 e 6 de novembro de 1867.